# 박인철 (군인)
박인철(1980년~2007년 7월 20일)은 대한민국의 군인이다.

## 생애
1980년에 태어났으며, 2000년에 공군사관학교에 진하였다. 임관 이후 공군 조종사의 길을 걷게 되었다. 위관급 장교 생활을 하던 도중 2007년에, KF-16 요격 훈련 중 사고로 안타깝게 순직하였다. 공군사관학교는 교내에 박명렬-박인철 부자의 흉상을 건립하여 그들의 숭고한 희생정신을 기리고 있다.